# Polovînkîne, Starobilsk
Polovînkîne (în ucraineană Половинкине) este o comună în raionul Starobilsk, regiunea Luhansk, Ucraina, formată numai din satul de reședință.

## Demografie
Componența lingvistică a comunei Polovînkîne
     Ucraineană (90,77%)
     Rusă (9,06%)
     Alte limbi (0,03%)
Conform recensământului din 2001, majoritatea populației comunei Polovînkîne era vorbitoare de ucraineană (90,77%), existând în minoritate și vorbitori de rusă (9,06%).